# 207 (szám)
A 207 (kétszázhét) a 206 és 208 között található természetes szám.
- A 207 egy Wedderburn-Etherington szám.
- A 207 egy Harshad-szám.

8 gyufa segítségével éppen 207 különböző (nem izomorf) gyufaszálgráfot lehet összeállítani (A066951 sorozat az OEIS-ben).